# Clyde Hart (Musiker)
Clyde Hart (* 24. Februar 1910 in Baltimore; † 19. März 1945 in New York City) war ein US-amerikanischer Jazz-Pianist, der den Modern Jazz auf dem Piano vorbereitete.

## Leben und Wirken
Clyde Hart kam 1930 mit Jap Allen nach Kansas City und einige Jahre später nach New  York, wo er mit Stuff Smith ab 1937, mit Roy Eldridge 1939–1940, Lucky Millinder 1941, mit John Kirby 1942/43, mit Billy Eckstine im Sommer 1944 und Oscar Pettiford Ende 1944 spielte. Er starb an Tuberkulose, bevor er noch einen angemessenen Beitrag zur Entwicklung des Bebop leisten konnte, der seinem Rang entsprochen hätte. Clyde war zeitweise ein gefragter Musiker für Studioaufnahmen: Auf Platten ist er u. a. zu hören mit Ben Webster, Coleman Hawkins, Dizzy Gillespie und Charlie Parker, mit Lionel Hampton, Rubberlegs Williams, Henry Allen, Chu Berry, Don Byas, Cozy Cole, Tiny Grimes, Billie Holiday, John Kirby, Hot Lips Page, Stuff Smith und Trummy Young.
Hart arrangierte für Lionel Hampton 1942 den Titel In The Bag und nahm zwischen 1944 und 1945 unter eigenem Namen Platten auf, u. a. mit Byas, Parker und Gillespie für Continental. Er spielte als einer der ersten Pianisten mit den Musikern des Bebop und bleibt vor allem durch seine Mitwirkung an Charlie Parkers ersten Schallplatteneinspielungen in Erinnerung.